# Laféline
 Laféline  là một xã ở tỉnh Allier thuộc miền trung nước Pháp.